# 唇軟顎音
唇軟顎音（英語：Labio-velarization）是一种唇和軟顎同时发音的语音。通常像[y]一样圓唇，同時也像[u]那样突出。它在国际音标中的符号是⟨ʷ⟩，就是上标的濁圓唇軟顎近音符号⟨w⟩。
留意一些唇化的辅音在实际上可能读成軟顎化的辅音⟨ᶣ⟩，如阿布哈兹语的[ɕʷ]讀成[ɕᶣ]，阿肯语的[ɲʷ]讀成[ɲᶣ]。也有一些唇化的辅音在实际上可能读成唇齒擦音化的辅音⟨ᵛ⟩，如屬於粵語的陽江話和廉州話，[kʷ]讀成[kᵛ]、[kʷʰ]读成[kᵛʰ]。